# Světice z Teplé
Světice z Teplé (kolem r. 1500) jsou reliéfní sochy, které tvořily výzdobu křídel oltářní skříně, jejíž střední část se nedochovala. Pocházejí patrně z premonstrátského kláštera v Teplé. Jsou vystaveny v expozici chebské gotiky Galerie výtvarného umění v Chebu.

## Popis a zařazení
Reliéfní dřevěné sochy 117,5 × 35 × 5 cm (sv. Kateřina, inv. č. P 08) a 119 × 35 × 11,5 cm (sv. Barbora, inv. č. P 07), se zbytky původní polychromie na křídovém podkladu a plátně. Zadní strana je seříznuta. Poškození ve vlasech, chybějící prsty a část atributu (sv. Kateřina), poškozená koruna, podstavec kalichu, palec a drapérie (sv. Barbora). Restaurovali D. Blažková (1961), J. Tesař (1971) a J. Živný (1986).
Svatá Kateřina má na podstavci zbytky svého hlavního atributu – kola. V pravé, částečně poškozené ruce mohla držet meč, se kterým bývá rovněž zobrazována. Sv. Barbora drží v levé ruce kalich a pravou si přidržuje plášť. Obě světice mají jako odznak mučednické smrti na hlavě panenské koruny. Jejich kulaté tváře s vysokým čelem a dlouhými rozpuštěnými vlasy navazují na estetiku krásného slohu (tzv. "kočičí obličeje"). Esovitě prohnutá štíhlá dívčí těla mají spodní šat členěný vertikálními záhyby, u sv. Barbory přepásaný. Plášť mají sepnutý vysoko na hrudi a přidržují ho rukou pod pasem. Záhyby drapérie jsou mělké, s ostrými hranami a silně schematizované.
Obě sochy světic vykazují příbuznost s Madonou z Kamenné ulice a jsou dílem stejné chebské dílny, pracující podle zavedených dílenských vzorníků. Typikou tváří mají blízko i k reliéfu Oplakávání z Ostrohu, které bylo podle Ševčíkové vytvořeno v jiné chebské dílně tzv. Mistra Oplakávání z Ostrohu,  a rovněž navazovalo na středofranské řezbářství. Mistr Madony z Kamenné ulice, jehož dílně jsou oba reliéfy připisovány, byl spíše průměrným řemeslníkem, se sklonem k dekorativnějšímu pojetí, s nižšími nároky na výrazovou složku. Obě chebské světice mohly být předlohou ke sv. Barboře a sv. Apoleně z oltáře z Plané u Mariánských Lázní, kde je bohatším pročleněním záhybů drapérie dosaženo silnějšího dekorativního účinku. Z dílny Mistra Madony z Kamenné ulice pocházely i dvě reliéfní sochy Sv. Barbory a sv. Kateřiny v kostele Jména Panny Marie v Otíně (Ottenreuth), které jsou nezvěstné.

### Příbuzná díla
- Madona z Kamenné ulice, GVU Cheb
- Sv. Barbora a sv. Kateřina z Otína (kolem 1510), výška 126 cm, nyní nezvěstné[5]
- Sv. Kateřina z Vysoké
- Oltářní křídla se sv. Apolenou a sv. Barborou z Plané, Muzeum Tachov
- Oplakávání z Ostrohu, Muzeum Cheb[6]

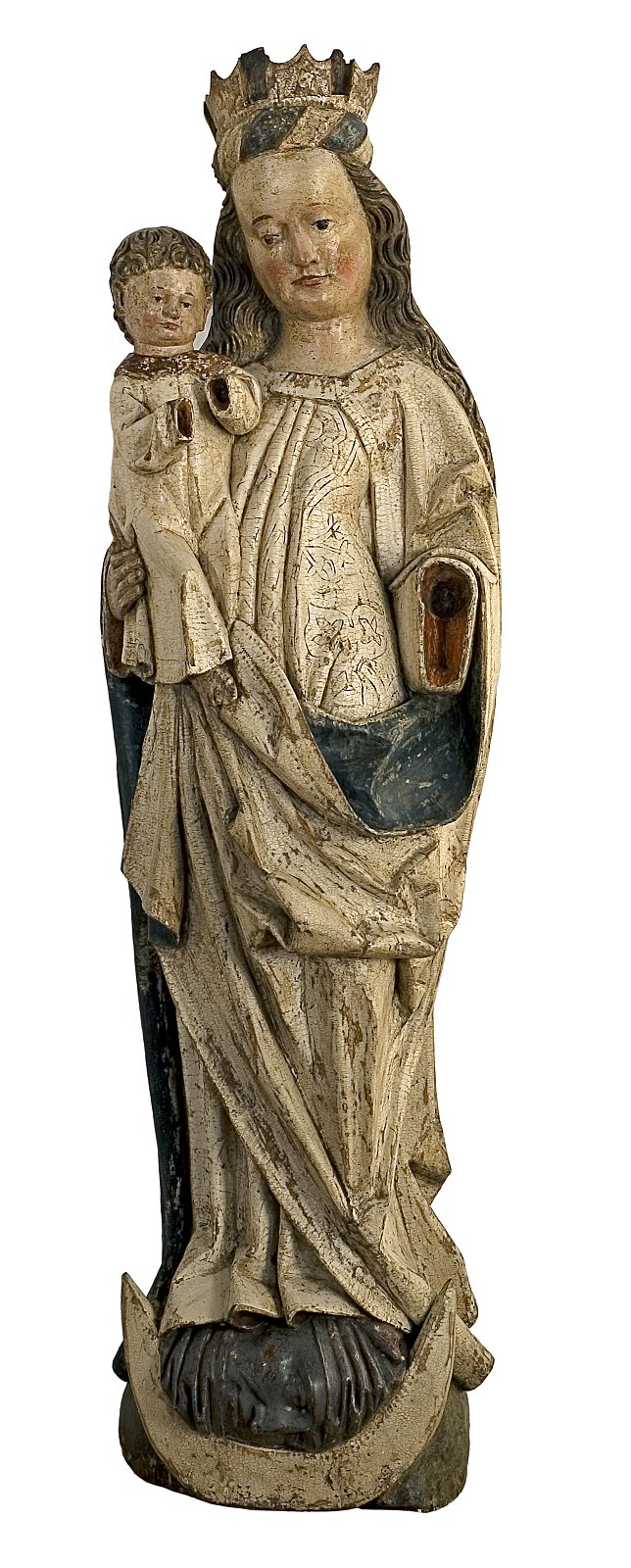
Assumpta s Ježíškem z Kamenné ulice (konec 15. stol.)
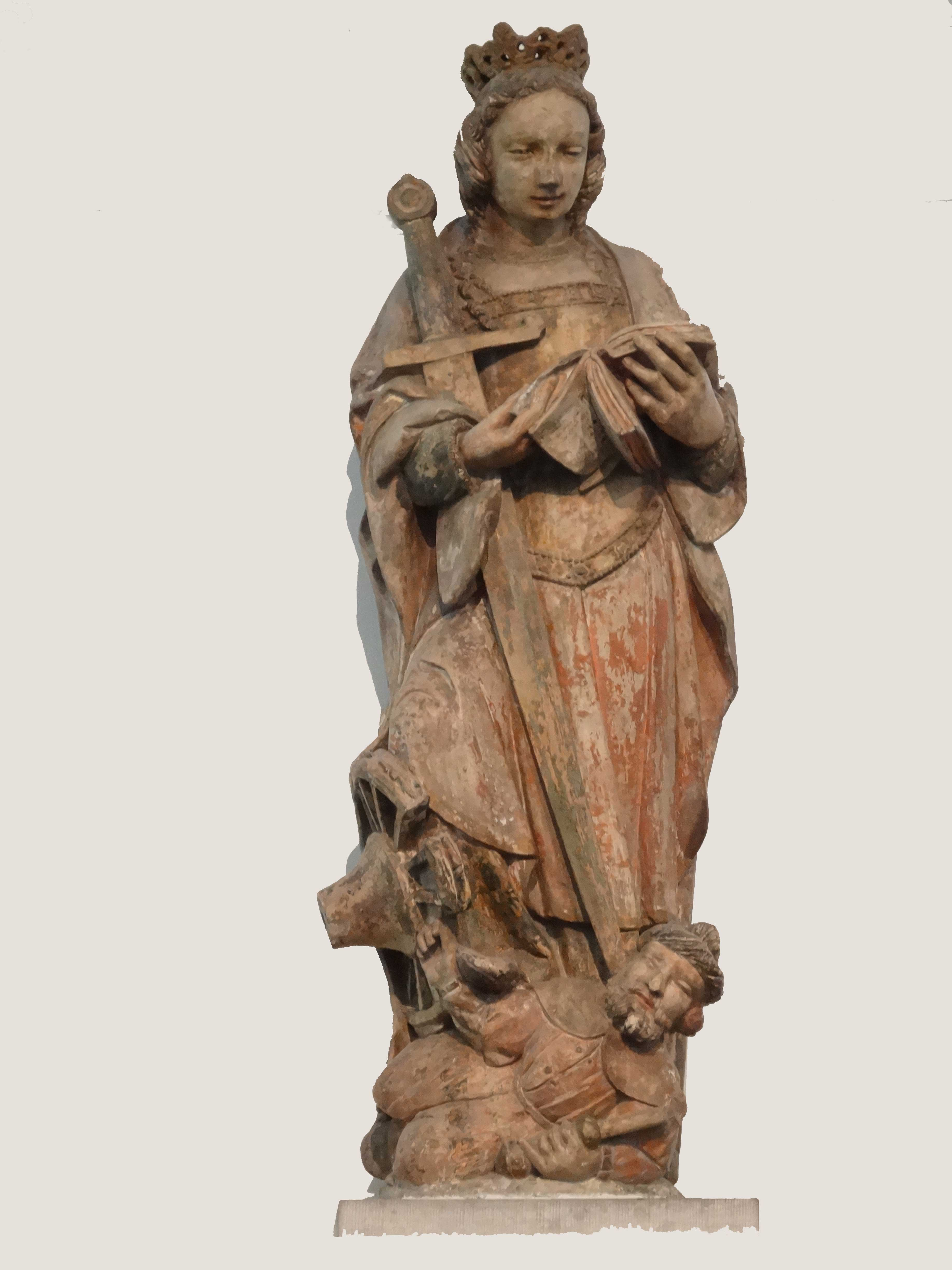
Sv. Kateřina (poč. 16. stol.), Museum Gouda
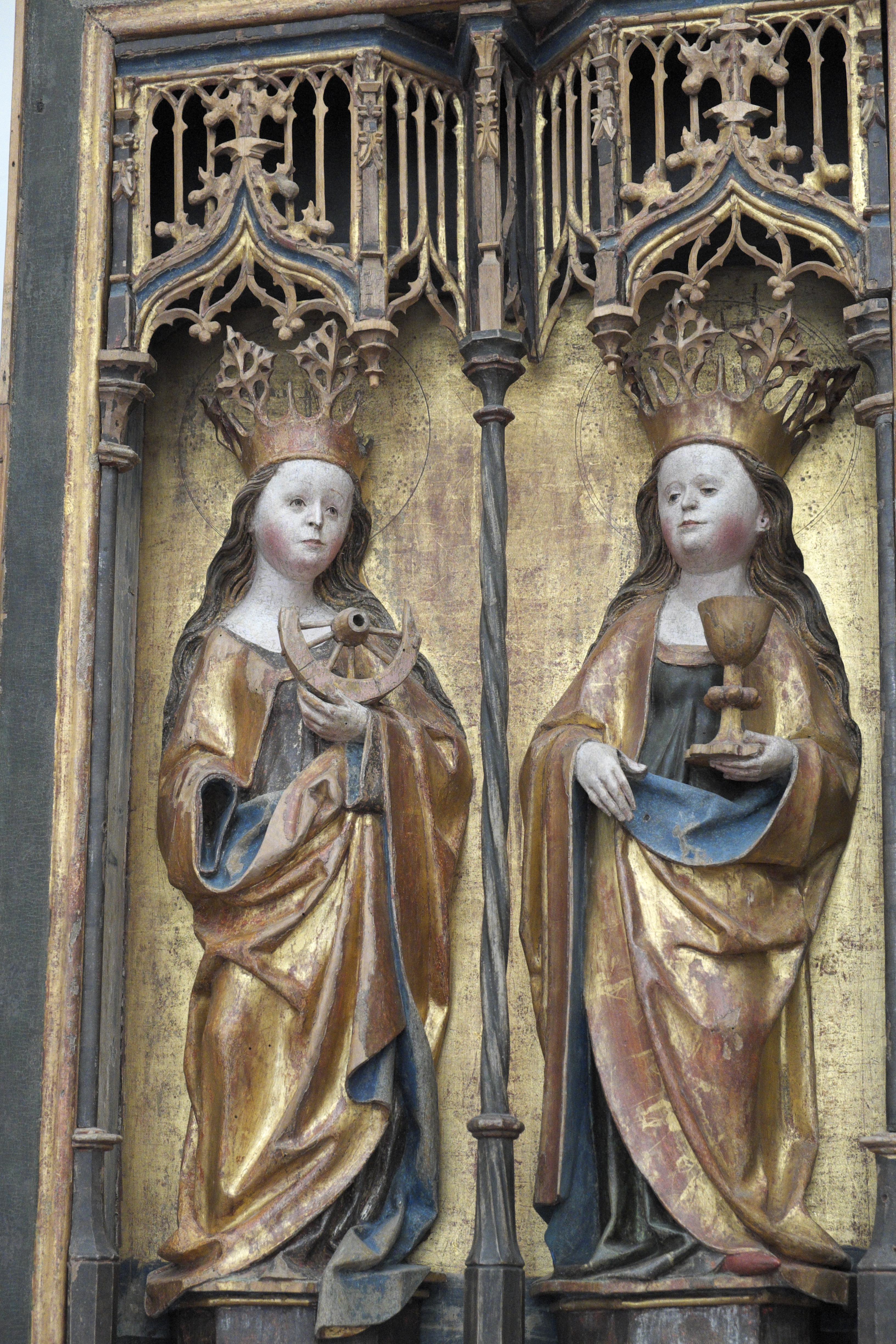
Sv. Kateřina a sv. Barbora (1503), Martinsaltar, Weimar Stadtschloss